# Otrčkovec
Otrčkovec – wieś w Chorwacji, w żupanii zagrzebskiej, w gminie Bedenica. W 2011 roku liczyła 32 mieszkańców.